# Esbensengården på Sletten
Denna artikel behandlar Esbensengården på Sletten i Vadsø. För Esbensengården på Bakken i Vadsø, se Esbensengården på Bakken
Esbensengården på Sletten är en norsk museigård i Vadsø i Finnmark fylke, som sköts av Vadsø museum – Ruija kvenmuseum.
Rasmus Galberg Esbensen (1827–1914) och hans fru Mathilde Henriette Brammer (1826–1896) uppförde gården 1848–1849. Vid den tiden var samhället i stark tillväxt med en omfattande kvänsk invandring, och familjen Esbensen öppnade där i Ytrebyen en fiske- och kolonialvaruhandelsrörelse. Gården förvaltas idag av Vadsø museum – Ruija kvenmuseum, som också förvaltar den närbelägda kvängården Tuomainengården från samma tid.
Boningshuset på gården är byggt i den stil som var bruklig för köpmanshus och ämbetsmannahus längs den norska kusten i norr vid mitten av 1800-talet. Det är uppfört i timmer av importerad sibirisk lärk, vilket kallades "russetimmer" och var ett vanligt byggnadsmaterial i Vadsø vid denna tid. Esbensen var också själv aktiv i den så kallade "pomorhandeln".
Efter Rasmus Galberg Esbenson övertog sonen Hans Fredrik Esbensen (1855–1930) handelsrörelsen och lade störst vikt på kolonialvaruhandeln. Butiken på Sletten brann ned 1917, varefter butiksförsäljningen fortsatte i en lokal i stadens centrum. Under andra världskriget brändes kaj och lagerhus ned.
Gården var bebodd av medlemmar av familjen Esbensen till 1977. Vadsø kommun köpte gården 1976, restaurerade den och tog den i bruk som museum i början av 1980-talet. Boningshuset tjänstgjorde också som kontor för museet fram till 2016.